# مرگ‌ومیر پری‌ناتال

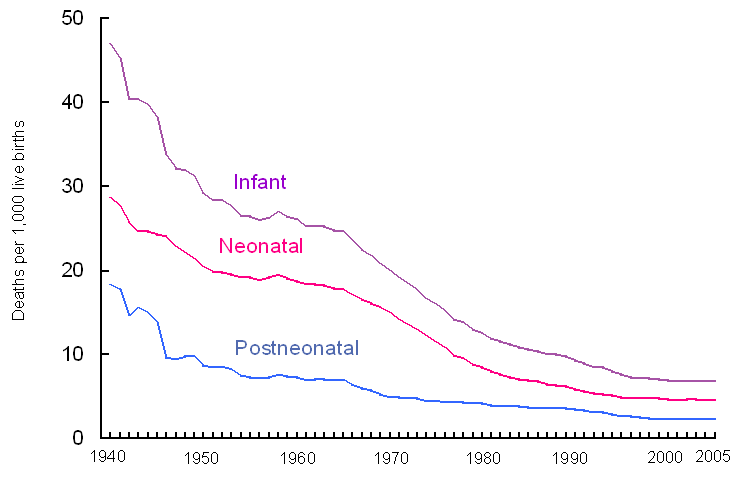
نمودار مرگ و میر در هر 1000 تولد زنده بر حسب زمان(سال)

مرگ‌ومیر پری‌ناتال یا مرگ‌ومیر حوالی تولد به مرگ جنین یا نوزاد گفته می‌شود و پایه محاسبه میزان مرگ‌ومیر هنگام تولد است. در انگلستان از هر ۱۰۰۰ نوزاد، ۸ عدد از آنها به مرگ می‌رسند و بیشترین مقدار این مرگ و میر در زنان آسیایی دیده می‌شود. در سال ۲۰۱۳ حدود ۲٫۶ میلیون نوزاد قبل از یک ماه به مرگ رسیدند که این تعداد در سال ۱۹۹۰، ۴٫۵ میلیون بوده است.
رایج‌ترین علت مرگ پری‌ناتال زایمان زودرس است که ۳۰٪ از مرگ‌ها را به خود اختصاص می‌دهد.
سندرم زجر تنفسی نوزادان یکی دیگر از علل مرگ نوزادان است. همچنین بیماری‌های مادرزادی حدود ۲۱٪ از مرگ‌ها را به خود اختصاص می‌دهند.
| ده کشور با بیشترین نرخ مرگ پری‌ناتال در سال ۲۰۱۲ | ده کشور با بیشترین نرخ مرگ پری‌ناتال در سال ۲۰۱۲ | ده کشور با بیشترین نرخ مرگ پری‌ناتال در سال ۲۰۱۲ | ده کشور با بیشترین نرخ مرگ پری‌ناتال در سال ۲۰۱۲ | ده کشور با بیشترین نرخ مرگ پری‌ناتال در سال ۲۰۱۲ | ده کشور با بیشترین نرخ مرگ پری‌ناتال در سال ۲۰۱۲ |
| رتبه                                            | کشور                                            | نرخ مرگ پری‌ناتال                                | رتبه                                            | کشور                                            | نرخ مرگ پری‌ناتال                                |
| ----------------------------------------------- | ----------------------------------------------- | ----------------------------------------------- | ----------------------------------------------- | ----------------------------------------------- | ----------------------------------------------- |
| 1                                               | پاکستان                                         | ۴۰٫۷                                            | ۶                                               | افغانستان                                       | ۲۹٫۰                                            |
| 2                                               | نیجر                                            | ۳۲٫۷                                            | ۷                                               | بنگلادش                                         | ۲۸٫۹                                            |
| 3                                               | سیرالئون                                        | ۳۰٫۸                                            | ۸                                               | جمهوری کنگو                                     | ۲۸٫۳                                            |
| 4                                               | سومالی                                          | ۲۹٫۷                                            | ۹                                               | لسوتو                                           | ۲۷٫۵                                            |
| 5                                               | گینه بیسائو                                     | ۲۹٫۴                                            | ۱۰                                              | آنگولا                                          | ۲۷٫۴                                            |